# Focus (film)

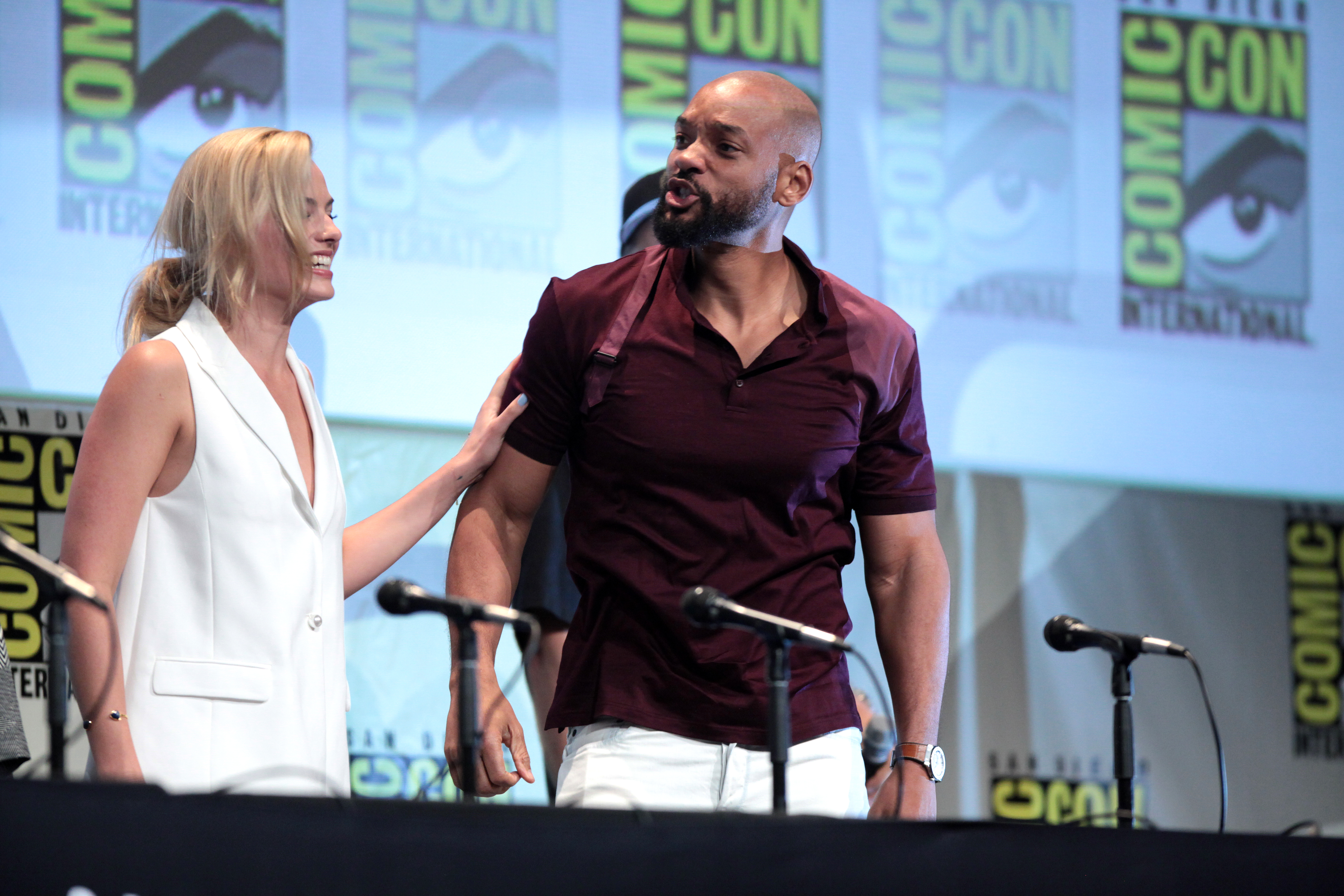
Margot Robbie i Will Smith (2015)

Focus – amerykański komediodramat kryminalny z 2015 roku.

## Obsada
- Will Smith – Nicky Spurgeon
- Margot Robbie – Jess Barrett
- Rodrigo Santoro – Garriga
- Gerald McRaney – Bucky Spurgeon/Owens
- BD Wong – Liyuan Tse
- Robert Taylor – McEwen
- Dominic Fumusa – Jared
- Brennan Brown – Horst
- Griff Furst – Gareth
- Adrian Martinez – Farhad

## Odbiór

### Box office
Budżet filmu jest szacowany na 50 milionów dolarów. W Stanach Zjednoczonych i w Kanadzie film zarobił prawie 54 mln USD. W innych krajach przychody wyniosły ponad 105 mln, a łączny przychód ponad 159 mln dolarów.

### Krytyka w mediach
Film spotkał się z mieszaną reakcją krytyków. W serwisie Rotten Tomatoes 56% ze 219 recenzji jest pozytywne, a średnia ocen wyniosła 5,79/10. Na portalu Metacritic średnia ocen z 42 recenzji wyniosła 56 punktów na 100.